# Burnt Norton
Cet article possède un paronyme, voir Burnt.
Burnt Norton est le premier poème des Quatre Quatuors de T. S. Eliot. Il l'écrit parallèlement à son travail sur sa pièce de théâtre Meurtre dans la cathédrale et a été publié pour la première fois dans son Collected Poems 1909-1935 (1936). Le titre du poème fait référence à un manoir des Cotswolds visité par Eliot, le jardin du manoir étant une image importante du poème. Le poème reprend la même structure que son célèbre poème La Terre vaine, et comprend des passages qui avaient été retirés de la pièce Meurtre dans la cathédrale. 
Le propos central du poème porte sur la nature du temps et du salut. Eliot souligne le besoin de l'individu de se concentrer sur le moment présent et de savoir qu'il existe un ordre universel. En comprenant la nature du temps et l'ordre de l'univers, l'humanité est capable de reconnaître Dieu et de rechercher la rédemption. De nombreux critiques de Burnt Norton se sont concentrés sur la beauté du poème. Cependant, d'autres se sont plaints que le poème ne reflétait pas la grandeur antérieure d'Eliot et que l'utilisation de thèmes chrétiens nuisait au poème. 

## Contexte
L'idée de Burnt Norton est liée à la pièce Meurtre dans la cathédrale. Eliot travaille sur le poème pendant la production de la pièce en 1935. Le lien entre le poème et la pièce est important. beaucoup de vers du poème proviennent de vers créés à l'origine pour la pièce et qui, sur les conseils de E. Martin Brown, ont été retirées du script. Des années plus tard, Eliot se souvient : 
 Il y avait des vers et des fragments qui ont été jetés au cours de la production du Meurtre dans la cathédrale. « Je ne peux pas les faire monter sur scène », a déclaré le producteur, et je me suis plié humblement devant son jugement. Cependant, ces fragments sont restés dans mon esprit, et peu à peu, j'ai vu un poème se modeler autour d'eux : finalement, il est sorti sous le titre Burnt Norton. 
 Comme beaucoup d’œuvres d’Eliot, le poème a été compilé à partir de divers fragments retravaillés au cours de nombreuses années. Pour structurer le poème, Eliot utilise le même procédé que dans La Terre vaine. 
En 1936, le poème est inclus dans l'anthologie Collected Poems 1909-1935 dont 11 000 exemplaires ont été publiés ; le recueil représentait symboliquement l'achèvement de ses anciens poèmes et son passage aux œuvres ultérieures. Burnt Norton est le seul poème majeur d'Eliot à être achevé au cours d'une période de six ans. Il s'est ensuite tourné vers l'écriture de pièces de théâtre et a poursuivi son travail sur des essais. Le poème est republié en tant qu'œuvre indépendante en 1941, la même année que East Coker et Les Dry Salvages, deux poèmes ultérieurs des Quatre Quatuors. 
Le Burnt Norton est un manoir situé près du village d’Aston Subedge dans le Gloucestershire, qu’Eliot a visité avec Emily Hale en 1934. La Norton House originale était un manoir incendié en 1741 par son propriétaire, Sir William Keyt, décédé dans l'incendie. Bien qu'Eliot soit marié, il a passé beaucoup de temps avec Hale et aurait peut-être eu une aventure avec elle s'il n'avait pas été marié. Même après leur séjour à Burnt Norton, Eliot garda une correspondance étroite avec elle et lui envoya plusieurs de ses poèmes. Le manoir actuel ne constitue pas un lieu important dans le poème : c'est le jardin entourant le manoir qui est le véritable centre d'intérêt.

## Épigraphes
Le poème commence par deux épigraphes tirées des fragments d'Héraclite : 
τοῦ λόγου δὲὲἐό
ς ἰδίαν ἔχοντες φρόνησιν
I. p.   77. Fr. 2
δὸς νω κτω ί
I. p.   89 fr. 60.
Le premier peut être traduit par : « Bien que la sagesse soit commune, beaucoup vivent comme s'ils possédaient la sagesse de leur choix » ; la seconde, « le chemin qui monte et celui qui descend est un seul et même ». 

## Présentation du poème
Le poème est le premier écrit par Eliot qui s'appuie sur la parole d'un narrateur s'adressant directement à l'auditoire. Décrit comme un poème de début d'été, d'air et de grâce, il commence par un narrateur rappelant un moment dans un jardin. La scène provoque un propos sur le temps et sur la façon dont le présent, et non le futur ou le passé, compte vraiment pour les individus. Les souvenirs relient l'individu au passé, mais le passé ne peut pas changer. Le poème passe ensuite de la mémoire à la manière dont la vie fonctionne et à la raison d'être. En particulier, l'univers est décrit comme étant ordonné et cette conscience ne se trouve pas dans le temps, même si l'humanité est liée par le temps. La scène du poème passe d'un jardin à l'underground londonien où la technologie domine. Ceux qui s'accrochent à la technologie et à la raison sont incapables de comprendre l'univers ou le Logos ("la Parole" ou Christ). Le monde souterrain est remplacé par un cimetière et une discussion sur la mort. Ceci, à son tour, devient une discussion sur l’intemporalité et l’éternité, qui termine le poème. 

## Thématiques
Eliot croyait que Burnt Norton pourrait profiter à la société. La narration du poème reflète la manière dont le péché originel affecte l'humanité tout au long de son existence, à savoir qu'elle peut suivre la voie du bien ou du mal et qu'elle peut racheter ses péchés. Pour aider l'individu, le poème explique que les personnes doivent quitter le monde lié au temps et se plonger dans leur conscience, et que les poètes doivent rechercher une perfection, non liée au temps dans leurs images, pour échapper aux problèmes de langage. 
Peter Ackroyd pense qu'il est impossible de paraphraser le contenu du poème. Le poème est trop abstrait pour décrire les événements et l'action qui composent la structure narrative du poème. Cependant, la base philosophique du poème peut être expliquée puisque le discours sur le temps est lié aux idées contenues dans les Confessions de saint Augustin. En tant que tel, l'accent est mis sur le moment présent comme étant la seule période qui compte vraiment, car le passé ne peut pas être changé et l'avenir est inconnu. Le poème souligne que la mémoire doit être abandonnée pour comprendre le monde actuel et que les humains doivent comprendre que l'univers est basé sur l'ordre. Le poème décrit également que, bien que la conscience ne puisse être liée dans le temps, les humains ne peuvent pas échapper au temps par eux-mêmes. La scène qui se déroule sous Londres est remplie de personnages de longue date qui ressemblent à la foule spirituellement vide de The Hollow Men ; ils sont vides parce qu'ils ne comprennent pas le Logos ou l'ordre de l'univers. La conclusion du poème insiste sur le fait que Dieu est le seul qui soit vraiment capable d'exister hors du temps et de connaître tous les temps et tous les lieux, mais que l'humanité est toujours capable de rédemption par la croyance en lui et sa capacité à les sauver des limites de l'univers matériel. 
L'espace imaginatif remplit également une fonction importante dans le poème. La première partie contient une roseraie qui représente de manière allégorique le potentiel de l'existence humaine. Bien que le jardin n'existe pas, il est décrit de manière réaliste et décrit comme une réalité imaginée. En outre, l'affirmation du narrateur selon laquelle les mots existent dans l'esprit permet à cette réalité imaginée d'être partagée entre le narrateur et le lecteur. Ceci est ensuite détruit par le narrateur en affirmant qu'un tel endroit n'a aucun but. L'image du jardin a d'autres utilisations dans le poème que la création d'un espace imaginaire partagé; il sert à invoquer des souvenirs dans le poème et il fonctionne d'une manière similaire dans d'autres œuvres d'Eliot, notamment The Family Reunion. 

## Sources
Une des sources principales de nombreuses images apparaissant dans Burnt Norton est l’enfance d’Eliot et son expérience à Burnt Norton. Parmi les autres sources, citons la poésie de Stéphane Mallarmé, notamment Le Tombeau de Charles Baudelaire et M'introduire dans ton histoire et les Confessions de Saint Augustin. De même, beaucoup de lignes sont des fragments qui ont été retirés de ses travaux antérieurs. 
Structurellement, Eliot s’appuie sur The Waste Land pour rassembler les fragments de poésie. Bernard Bergonzi a déclaré que « c'était un nouveau départ dans la poésie d'Eliot et que cela entraînait inévitablement la présence du testament manipulateur que [CK Stead] avait observé dans les œuvres des Quartettes et la nécessité de relier les passages à basse pression. Comme je l'ai déjà fait remarquer, Eliot était capable d'exprimer les moments les plus intenses de son expérience, mais avait une faible capacité de structure soutenue ». 

## Réception critique
Un des premiers critiques, DW Harding, considérait le poème comme faisant partie d’un nouveau concept au sein de la poésie. De la même façon, Edwin Muir a constaté que le poème avait de nouveaux aspects et qu'il était d'une beauté semblable à celle de Les Hommes creux. Peter Quennell a accepté et a décrit le poème comme « un nouveau poème remarquablement accompli » comportant « une virtuosité rythmique peu commune ». Marianne Moore a déclaré qu'il s'agissait « d'un nouveau poème qui s'intéresse à la pensée de contrôle [...] incarnée dans la divinité et dans l'équilibre humain ». Elle a affirmé que sa « meilleure qualité » tenait à « rappeler à quel point l'approche du poète à l'égard de l'élargissement actuel de sa vision philosophique était sévère, ardue et pratique ». Rolfe Humphries a déclaré : « Comme c'est beau [. . . ] Eliot soulève le sujet, de la simple déclaration selon laquelle tout matérialiste dialectique accepterait [...] à la conclusion que tout révolutionnaire pourrait avoir du mal à comprendre [. . . ] Comme c'est beau ! ». 
Cependant, George Orwell désapprouva Burnt Norton et déclara que la nature religieuse du poème coïncidait avec le fait que les poèmes d’Eliot n’avaient plus ce qui faisait la grandeur de ses œuvres antérieures. Un critique postérieur, Russell Kirk, était en partie d'accord avec Orwell, mais estimait que les attaques d'Orwell contre la religiosité d'Eliot au sein des poèmes étaient tombées à plat. En particulier, il a affirmé qu'« au cours des 25 dernières années, les critiques les plus sérieux - qu'ils trouvent ou non la foi chrétienne impossible - ont trouvé dans les Quartets les plus grandes réalisations du XXe siècle en matière de poésie de la philosophie et de la religion ». De même, le Times Literary Supplement du 12 avril 1941 disait que le poème était difficile à comprendre. Cette publication a été suivie par une autre critique le 4 septembre, qui attaquait la compréhension de l'histoire par Eliot. 
Les critiques ultérieures ont divergé d'opinions. Bergonzi a mis en exergue « l'ouverture sublimement contrôlée et subversive » et a affirmé que « celle-ci contient une partie de la plus belle poésie d'Eliot, une véritable musicalisation de la pensée ». Selon Peter Ackroyd, Burnt Norton, en fait, gagne sa puissance et ses effets de la modification, le retrait ou la suspension du sens et à découvrir la seule « vérité » est l'unité formelle du poème lui-même ». 